# L'orma del gigante (film)
L'orma del gigante (Take a Giant Step) è un film del 1959 diretto da Philip Leacock.